# Matas
Matas is een plaats (freguesia) in de Portugese gemeente Ourém en telt 1032 inwoners (2001).